# Цибуленко Вікторія Василівна
Вікто́рія Васи́лівна Цибу́ленко (Бежинець) (* 1978) — українська гандболістка. Входила до складу жіночої збірної України з гандболу.

## З життєпису
Народилася 1978 року в Ужгороді. Спортивну кар'єру починала в ужгородській команді «Карпати». Мала контракт із криворізькою «Спартою» до літа 2013-го. Повернулася в Ужгород через доньку 2000 р.н. — у місті жили бабуся з дідусем.
Золото юніорської дівочої збірної України на чемпіонаті Європи-1994 у Литві.
Найкращий бомбардир сезону 2011—2012 років.
Гандболістка року в Україні — сезон 2011—2012.
Кубок України з гандболу серед жінок 2022—2023 — виступала в фіналі за «Карпати» (Ужгород).